# Repère de crue
Ne doit pas être confondu avec Marque de crue.
Pour les articles homonymes, voir Repère.

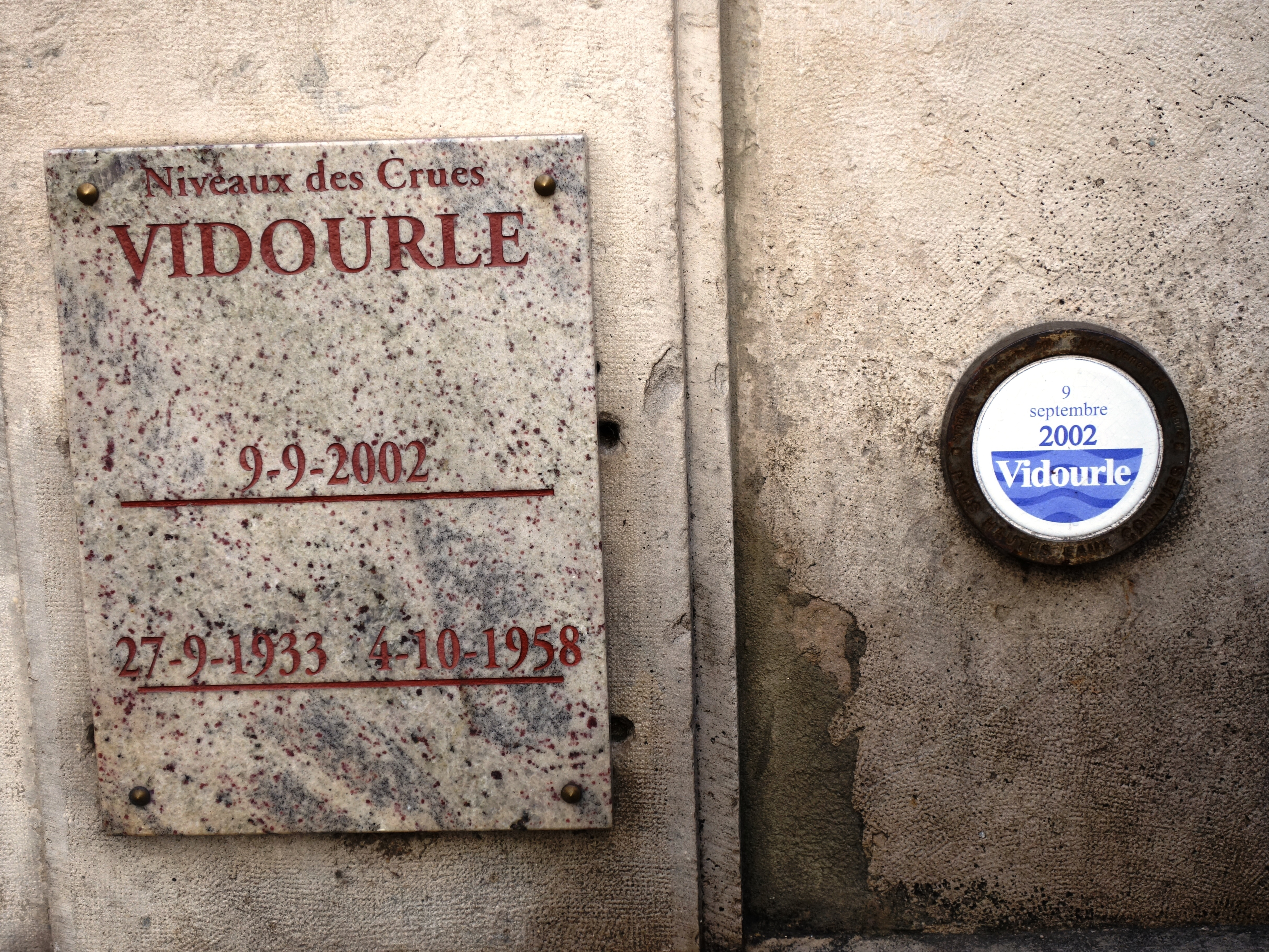
Double repère de crues de la Vidourle à Sommières (Gard).

Un repère de crue est une marque historique indiquant le niveau atteint par les eaux d'un cours d'eau lors d'une de ses crues.

## Caractéristiques
Un repère de crue est un témoin d'une inondation majeure, indiquant le niveau maximal atteint par un cours d'eau à une date donnée. Placé à un endroit stable dans le temps et visible du public, il sert à entretenir la mémoire de ces évènements rares. Les repères peuvent prendre des formes diverses (plaque métallique, peinture, inscription gravée).

## Exemples

### France
En France, des repères de crues existent depuis des siècles ; ce sont des marques, des plaques ou d'autres éléments permettant de matérialiser le niveau de l'eau atteint lors d'une inondation passée. L'un des plus anciens repères de crue matérialise le niveau du Rhône atteint en 1616 à Seyssel,.
En 2003 le Code de l'environnement impose aux communes d'installer des repères de crues pour les événements historiques et d'entretenir les repères existants. En 2006 les repères de crue sont uniformisés : un disque blanc comportant dans sa moitié inférieure des vagues violettes et dans sa moitié supérieure la date de la crue (parfois seulement le mois et l'année).
Un système Vigicrues collecte les données sur les crues, submersions marines ou ruissellement.
En novembre 2016, une plateforme nationale des sites et repères de crues (plateforme collaborative) est mise en place, destinée à recenser les repères de crues du territoire français pour les mettre à disposition de tous. Cet outil rassemble des outils qui existaient dans les bassins de la Garonne, de la Seine et de la Loire en les unifiant et en s'étendant à tout le territoire. Cet outil devrait aussi contribuer à la culture du risque sur le sujet des crues chez les riverains et améliorer la cartographie et la modélisation des événements passés ou prospectifs. Les services de l'État et les structures de bassin (EPTB) y contribuent, mais les bureaux d'études et les particuliers peuvent s'y créer un compte et amener leurs propres connaissances. En 2016, le site compte (pour environ 36 000 communes) plus de 20 000 repères recensés selon un référentiel standard et qu'il est possible d'exporter sur demande. 

Une version smartphone avec géo-référencement est prévue.

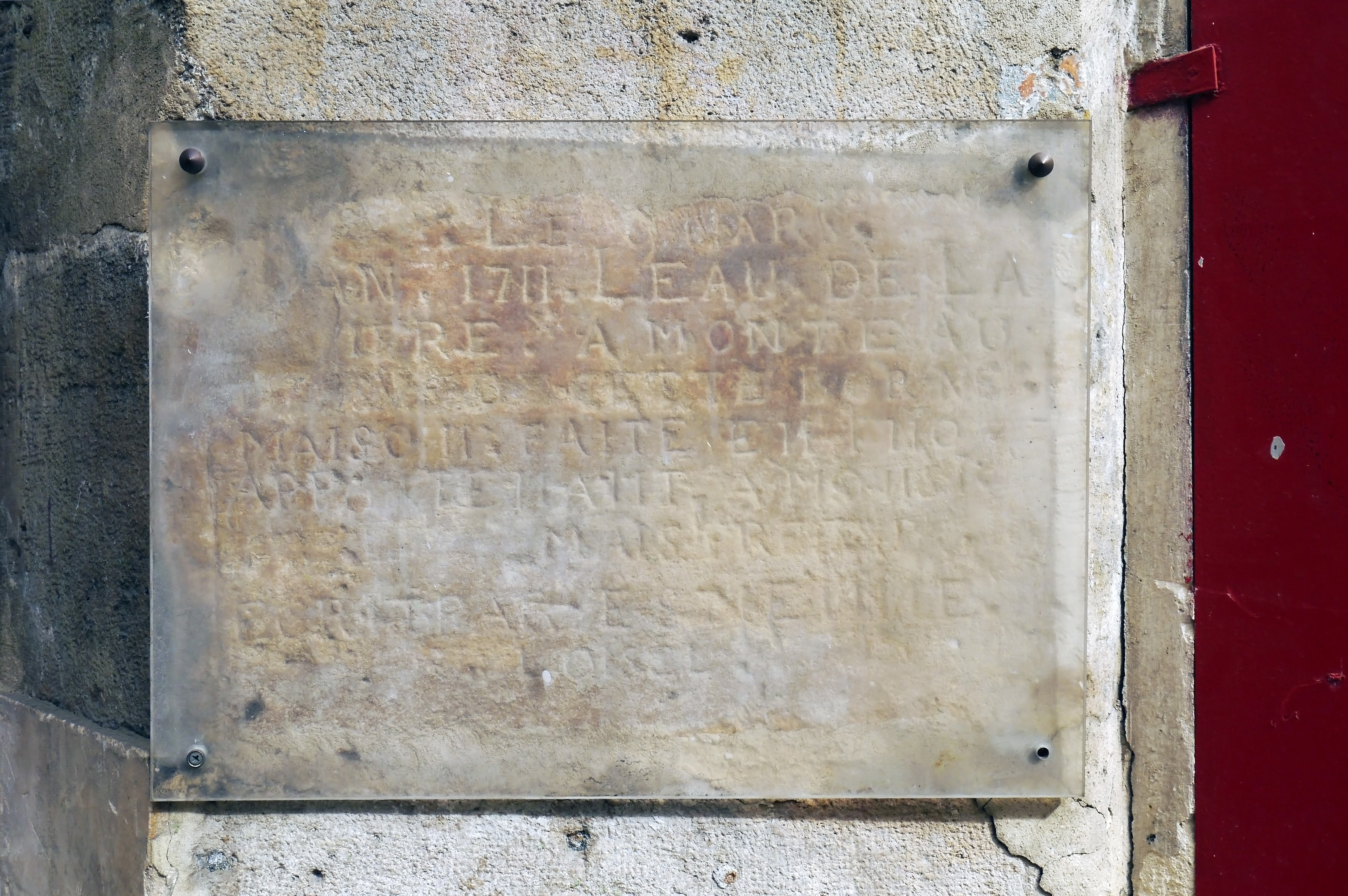
Inscription gravée sur une plaque fixée sur le mur à l'angle de la place Maubert et de la rue Maître-Albert, faisant référence à la crue de la Seine de 1711.
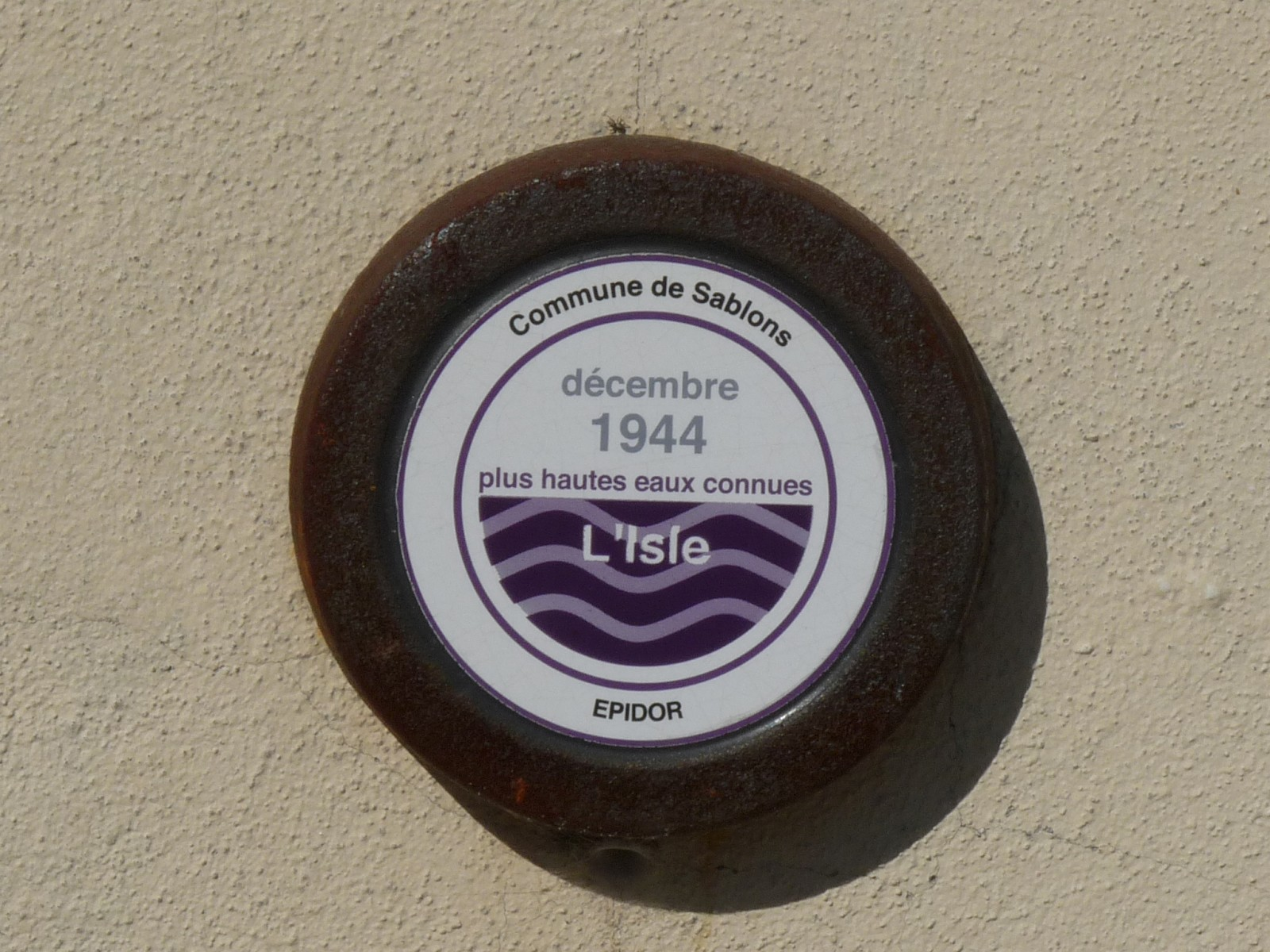
Repère marquant le niveau atteint par l'Isle en 1944, sur le mur de la mairie de Sablons, France ; il indique également qu'il s'agit du plus haut niveau de crue connu pour cette rivière.
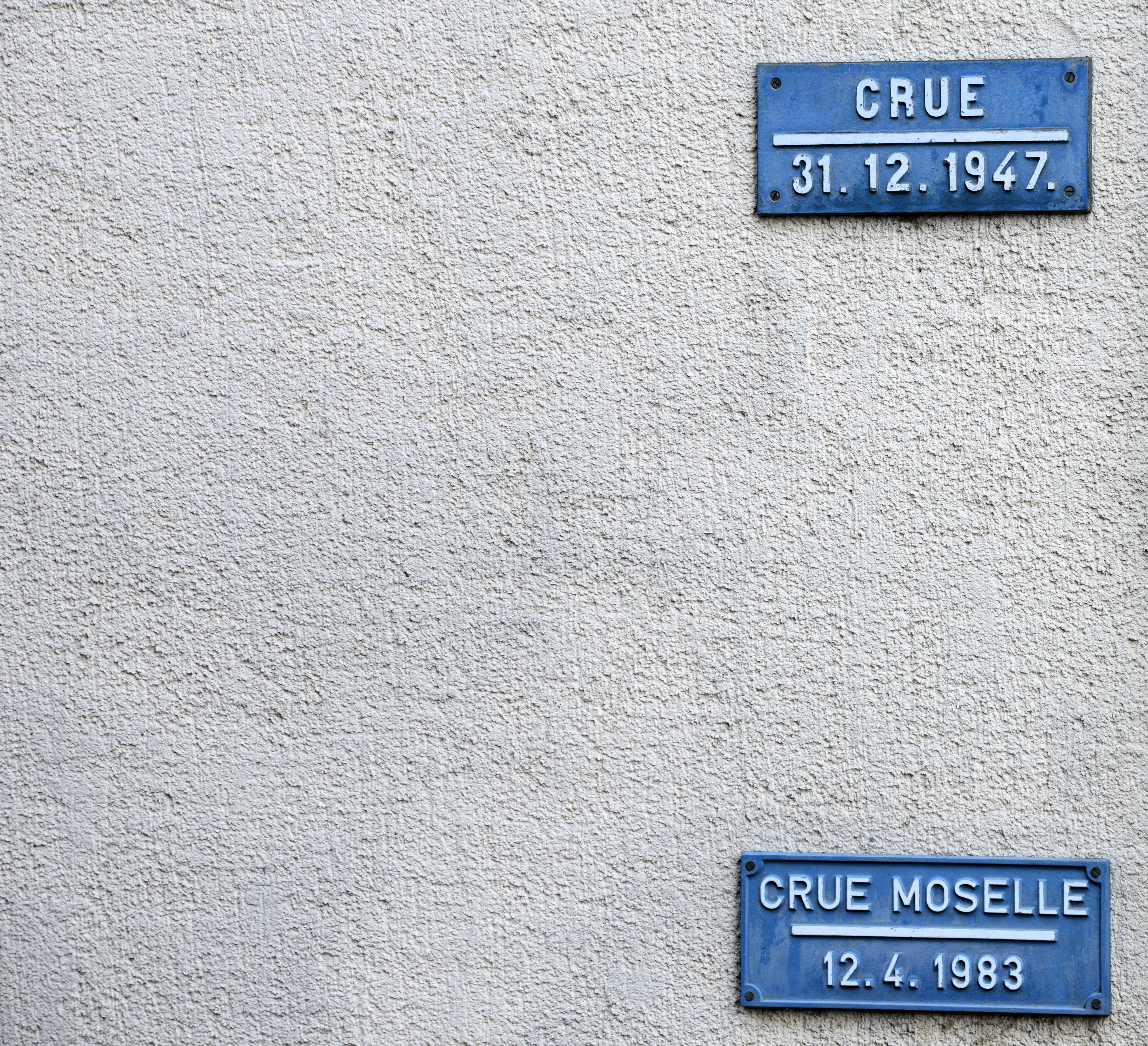
Deux plaques indiquant le niveau des crues de la Moselle sur le mur d'un immeuble de Bech-Kleinmacher, Luxembourg. En haut, le niveau atteint le 31 décembre 1947, en bas, le 12 avril 1983.
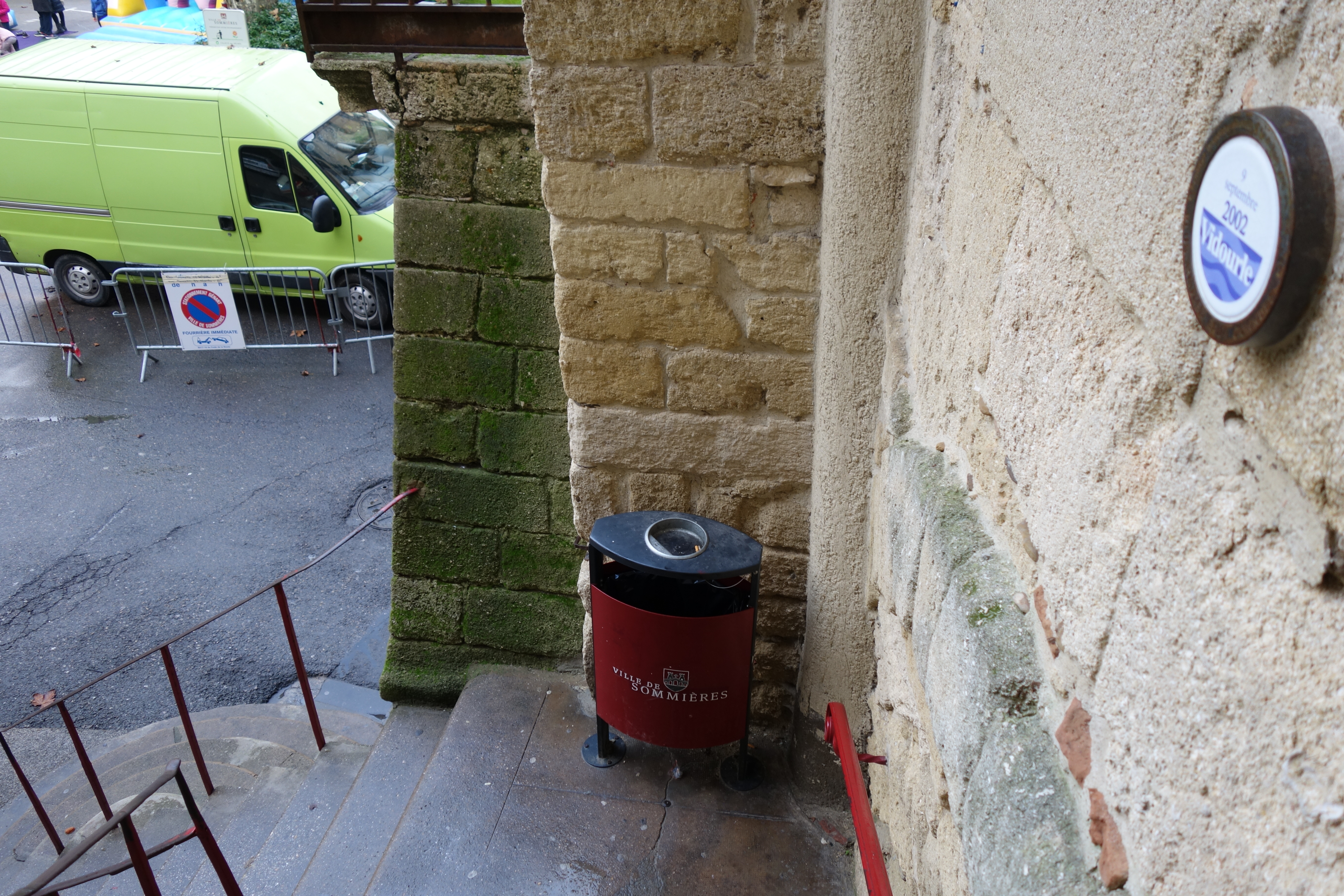
Repère de crue (à droite, sur le mur) du Vidourle, placé plusieurs mètres au-dessus d'un parking, à Sommières (Gard).
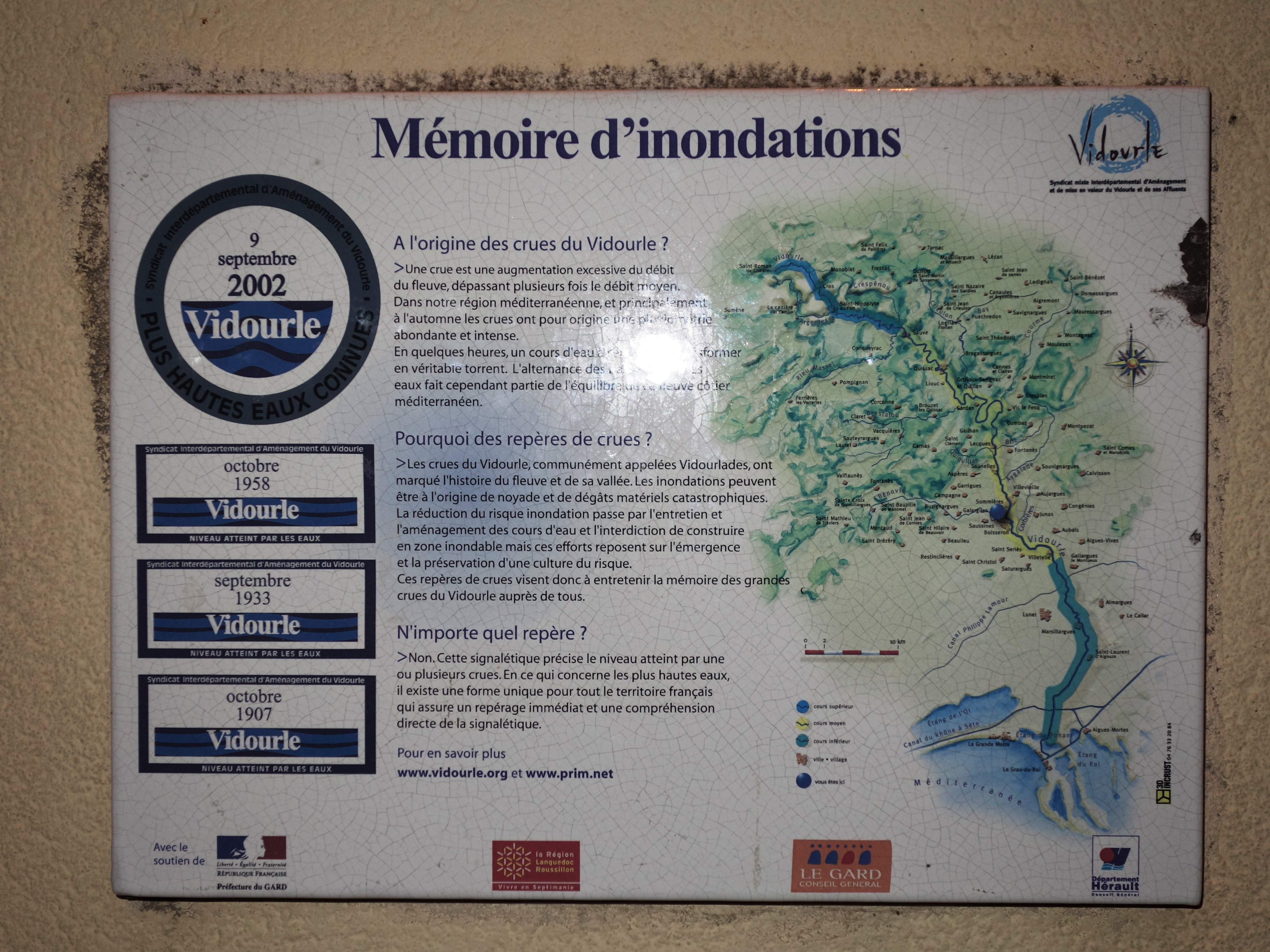
Plaque explicative des repères de crue de la Vidourle à Sommières (Gard).
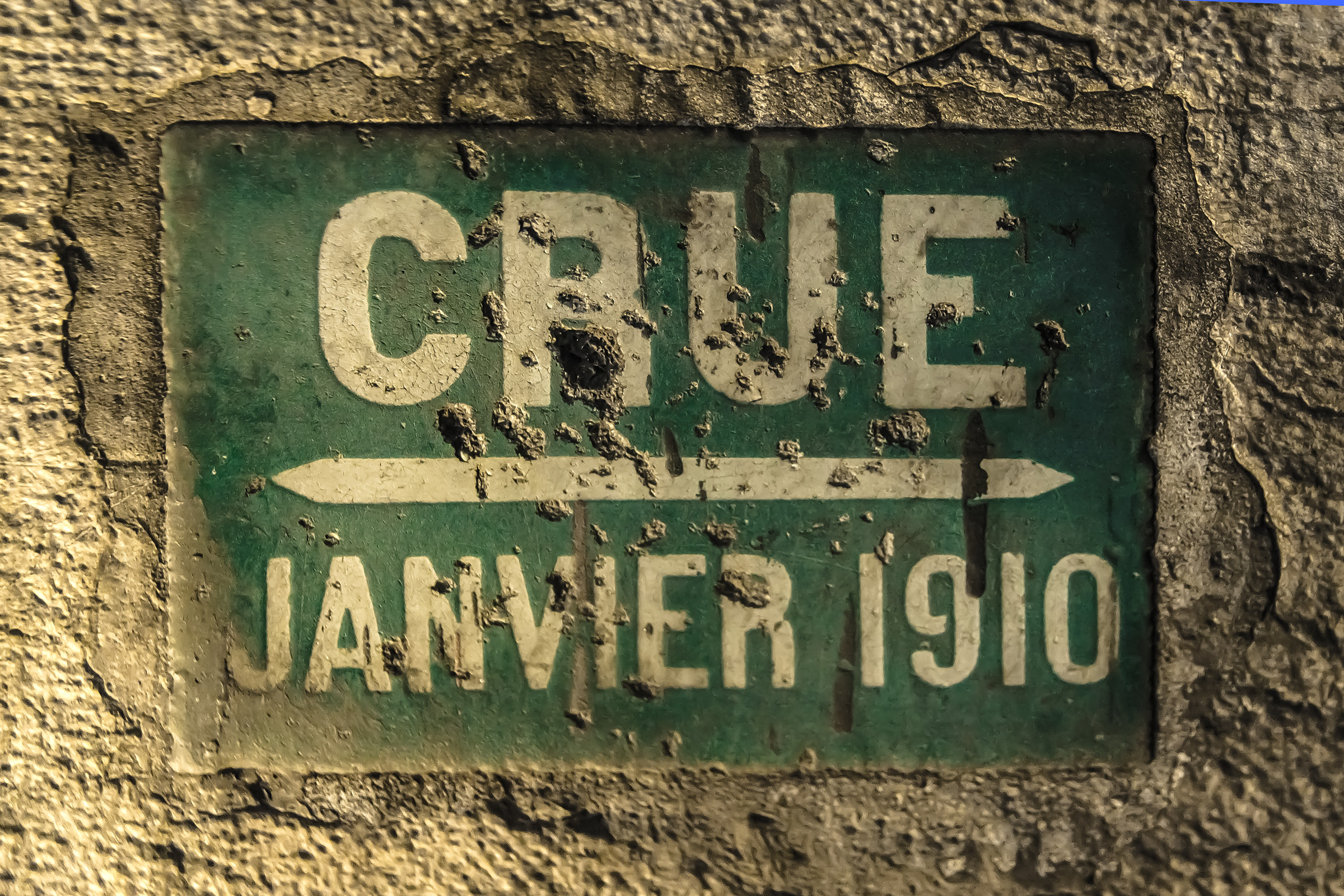
Repère de crue de la Seine à Paris.
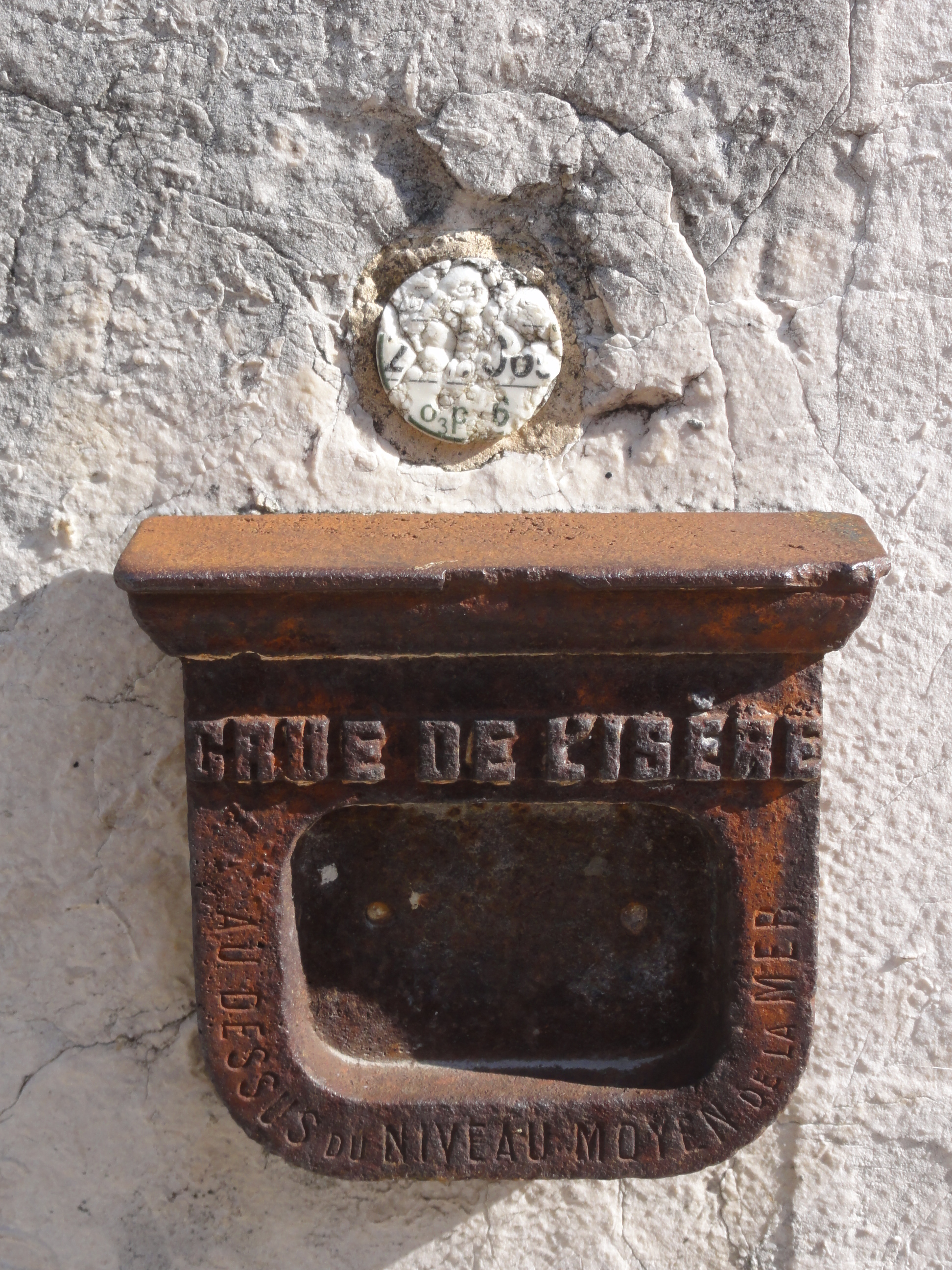
Ancien repère de crue de l'Isère à Grenoble Quai Perrière (face au n°22) avec indication altérée, au-dessus.
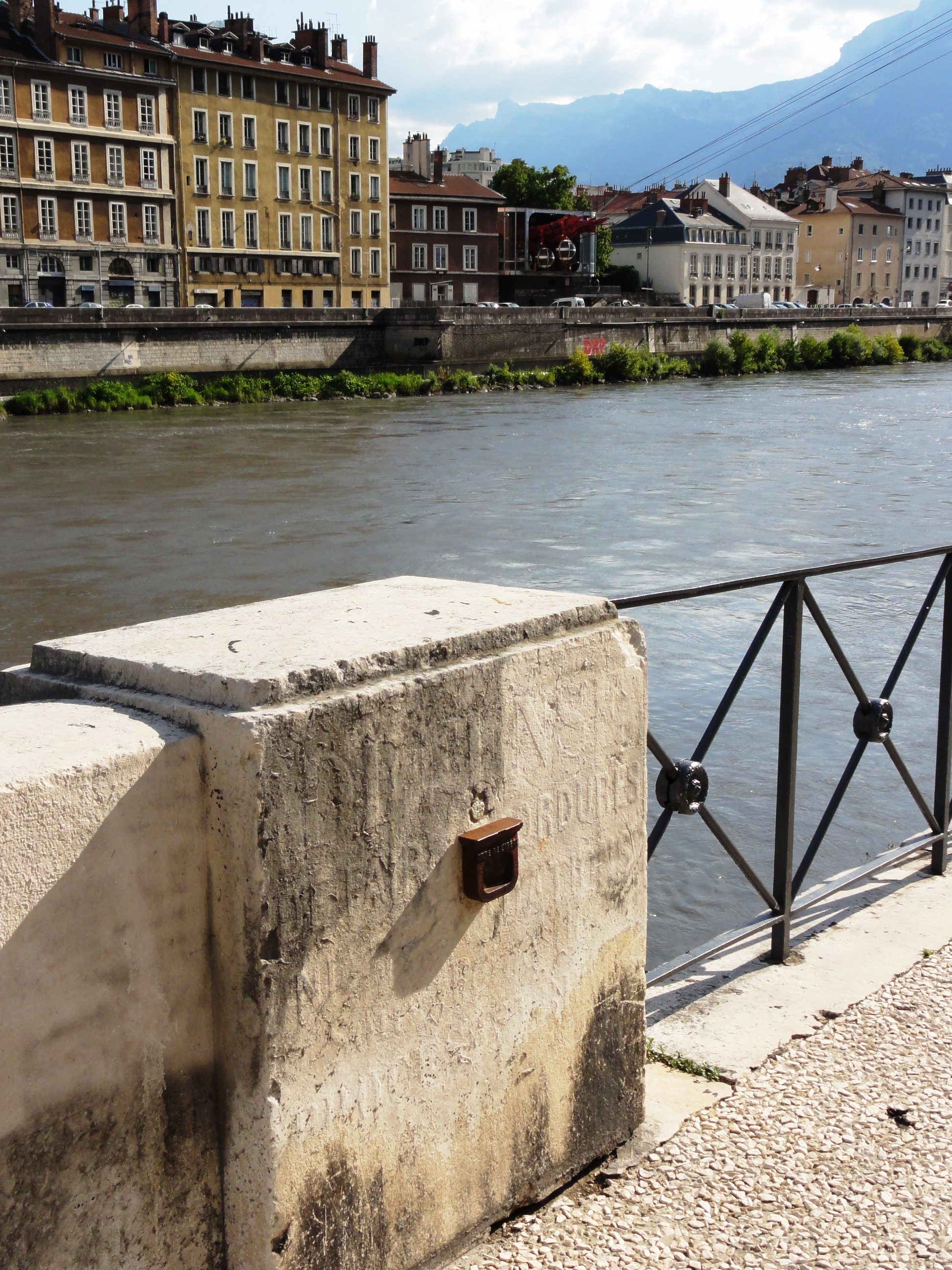
Repère de crue de l'Isère à Grenoble Quai Perrière (face au n°22) avec vue de l'Isère.
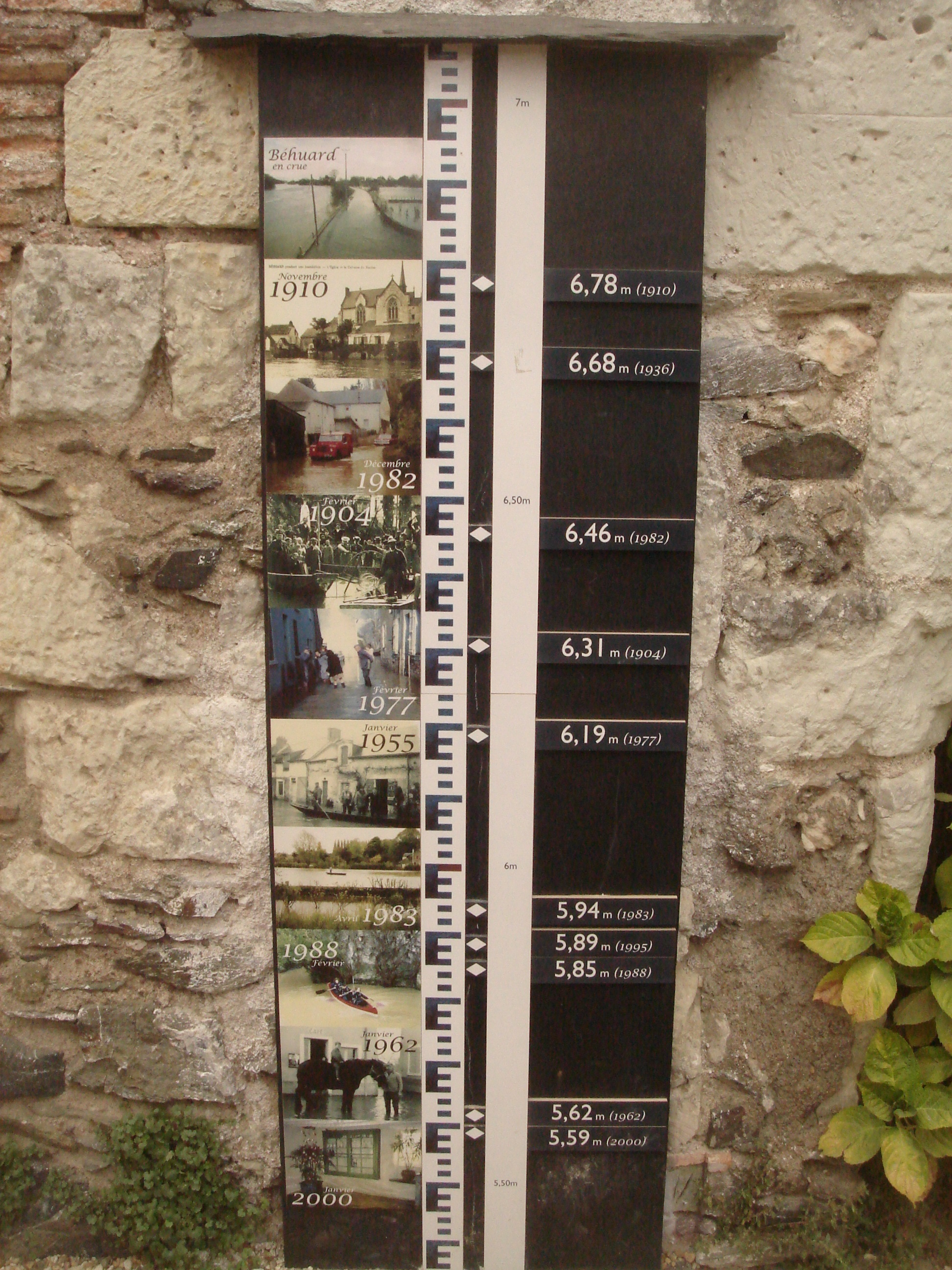
Echelle de crue de la Loire à Béhuard (Maine-et-Loire).
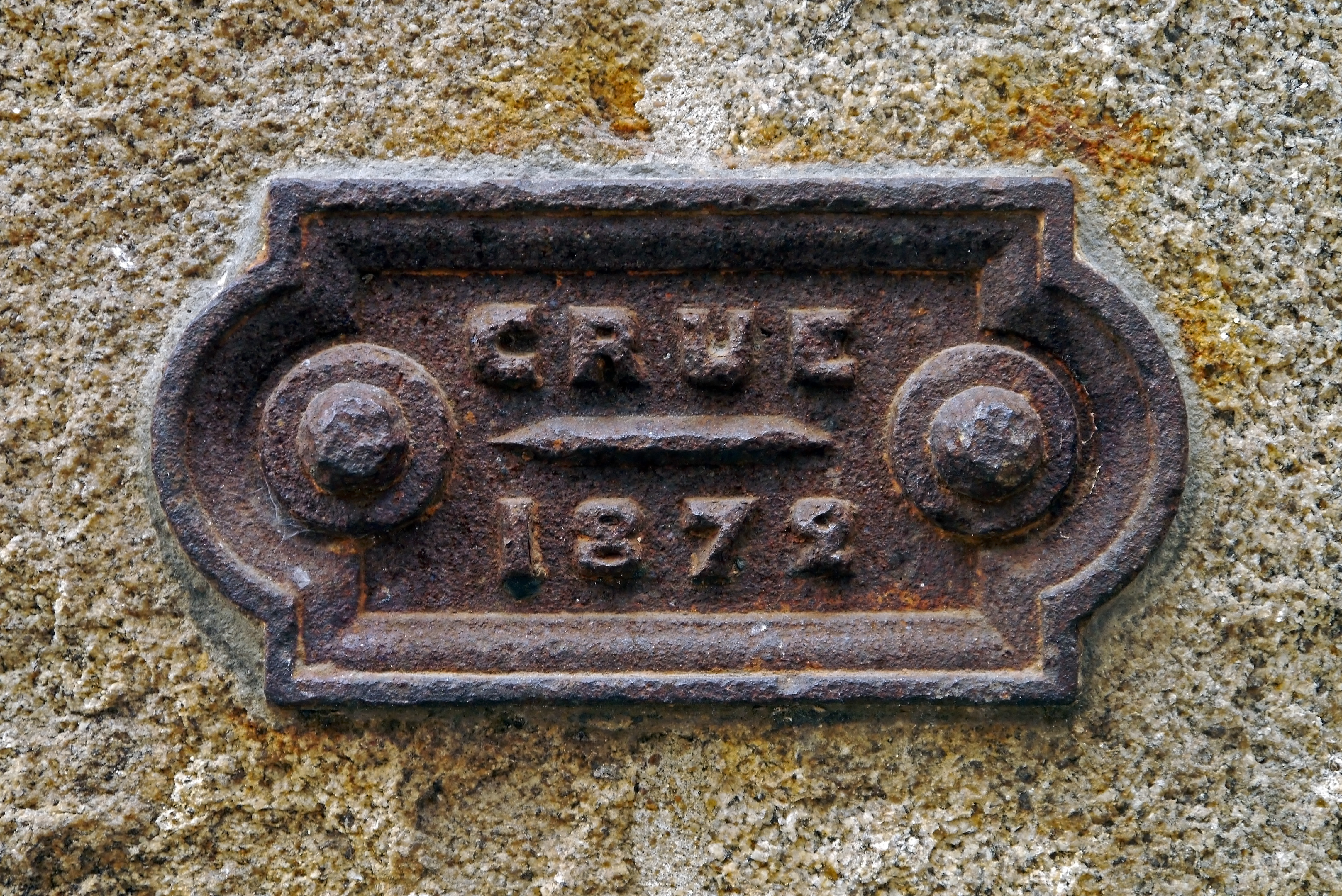
Repère de la crue de la Loire en 1872, sur le quai du Palais de la Bourse à Nantes.
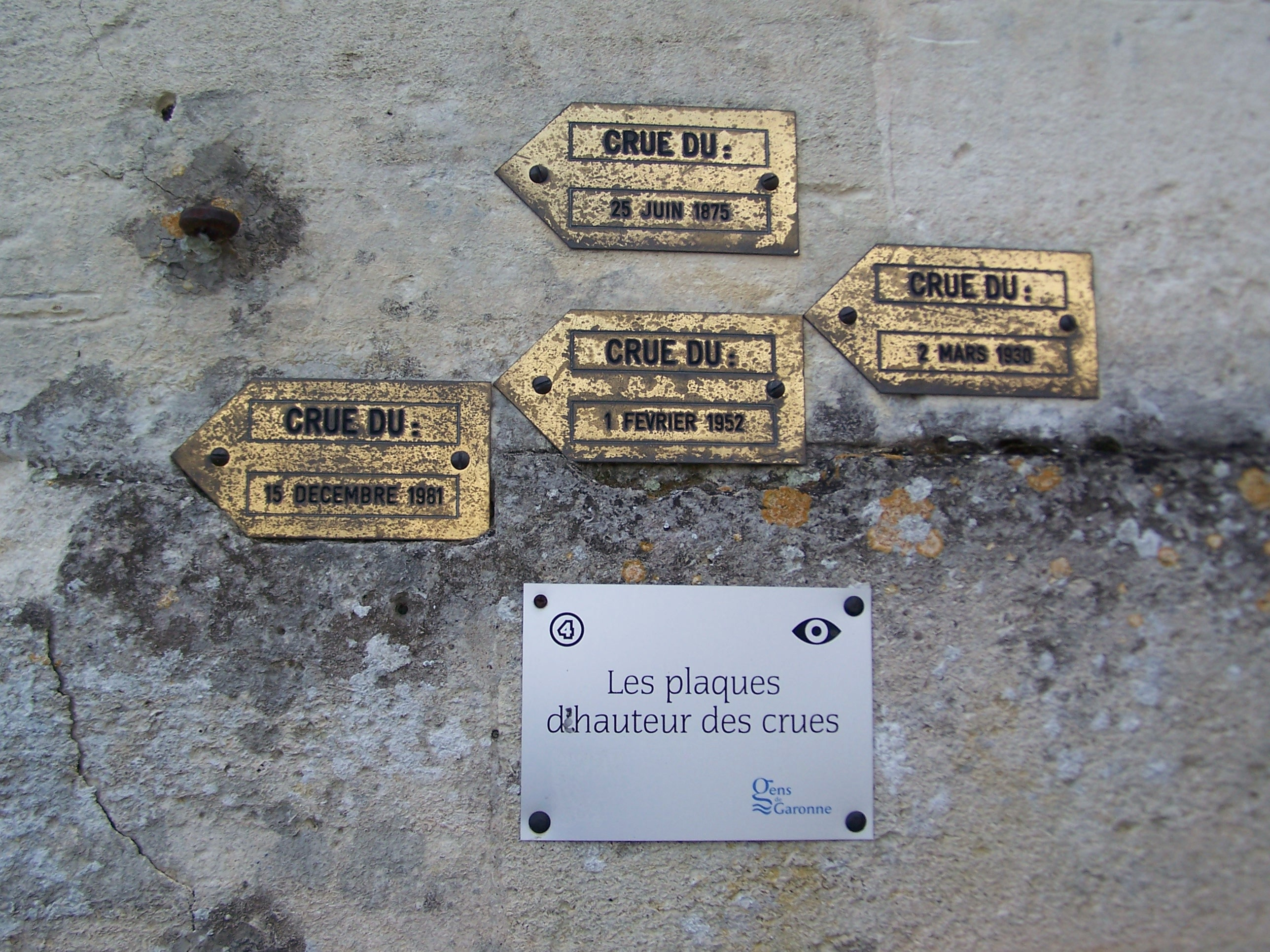
Repères de crues de la Garonne à Couthures-sur-Garonne.
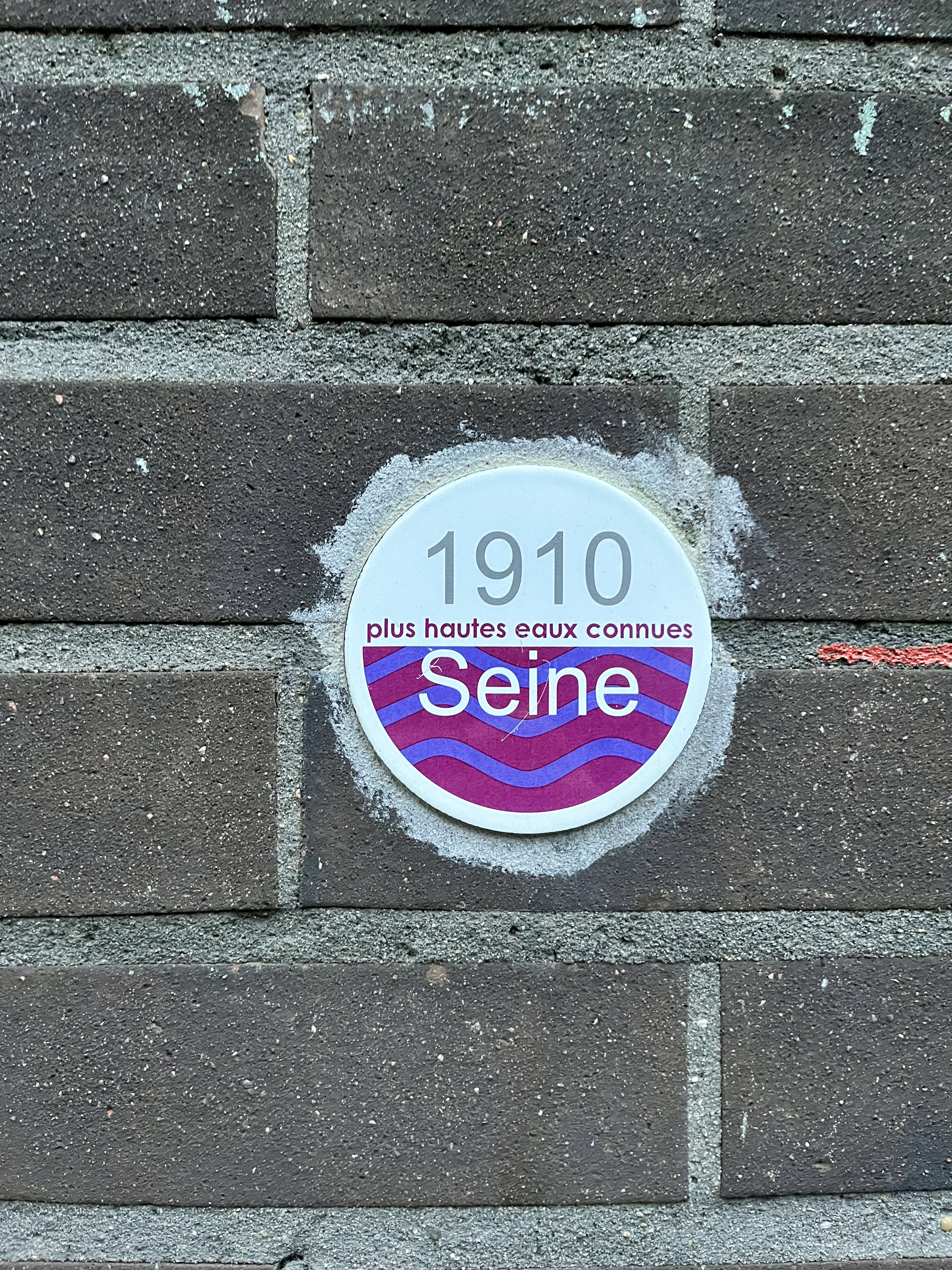
Repère de crue à Paris.

### Belgique

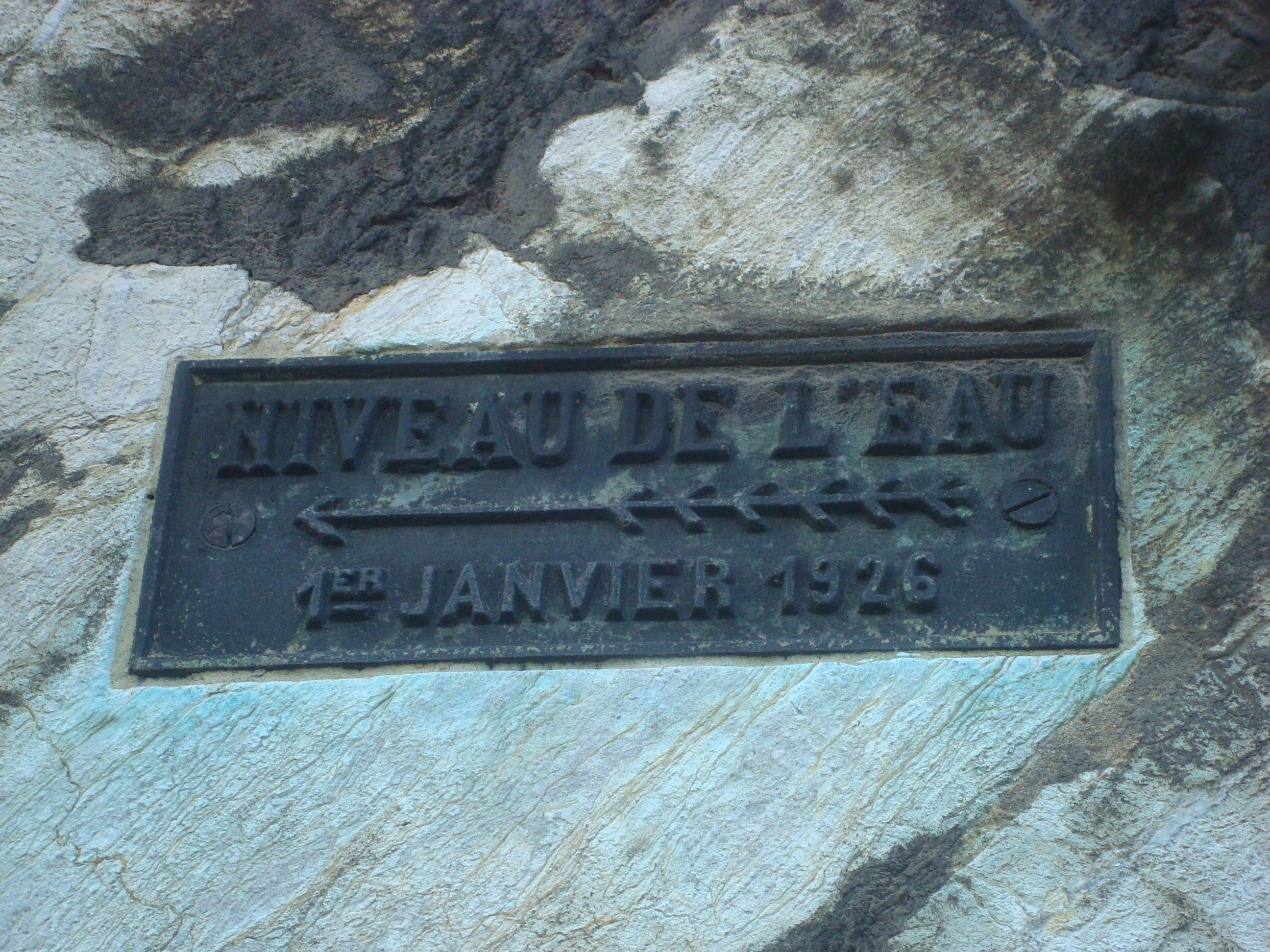
Repère de crue Maison Batta Huy (Belgique).

### Suisse

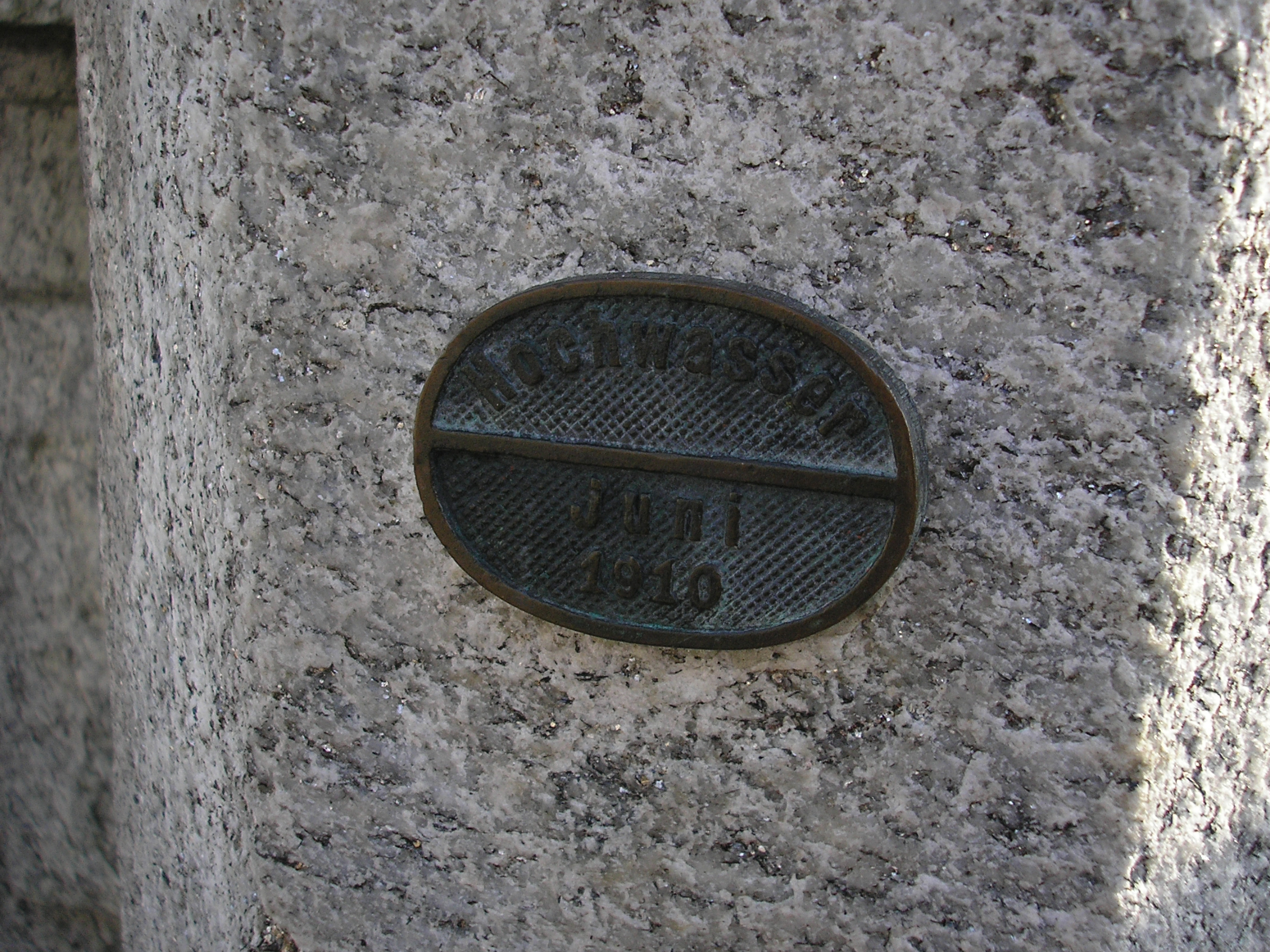
Lac des Quatre-Cantons à Lucerne.

### Italie

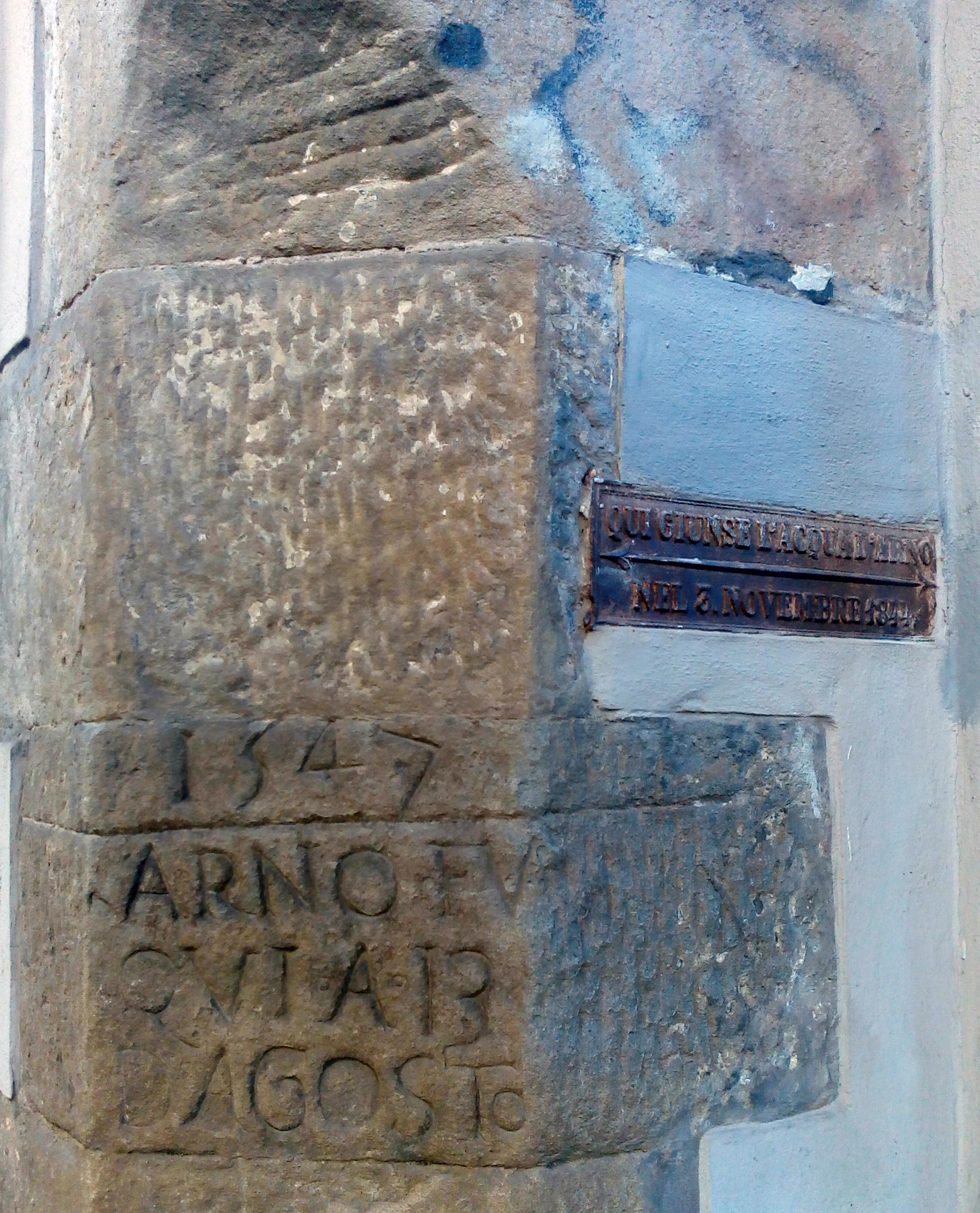
Repères de crue de l'Arno à (Florence) les 13 août 1547 (à gauche) et 3 Novembre 1844 (plaque métallique à droite). Photographié dans la Via delle Casine.